# روپیه (صربستان)
روپیه (به صربی: Ruplje) یک منطقهٔ مسکونی در صربستان است که در تسرنا تراوا واقع شده‌است. روپیه ۶ نفر جمعیت دارد.